# Bavayia crassicollis
Bavayia crassicollis — вид геконоподібних ящірок родини диплодактилідів (Diplodactylidae). Ендемік Нової Каледонії.

## Поширення і екологія
Bavayia crassicollis є ендеміками островів Луайоте. Вони живуть у вологих тропічних лісах. Ведуть нічний, деревний спосіб життя.

## Збереження
МСОП класифікує цей вид як вразливий. Bavayia crassicollis загрожує знищення природного середовища і хижацтво з боку інтродукованих мурах Wasmannia auropunctata.